# Finn Asp
Finn Olof Asp, född 7 augusti 1928 i Nässjö församling, Jönköpings län, död 1 augusti 2018 i Eksjö, Jönköpings län, var en svensk målare och illustratör.
Finn Asp växte upp i Nässjö och arbetade i unga år i faderns urmakeriverkstad. Han drev sedan en egen urmakeriaffär i Nässjö 1952–1978, varefter han bosatte sig i Sunneränga Nygård, Flisby, Småland, där han blev konstnär på heltid.
Asp var som konstnär autodidakt. Han ställde ut separat i Växjö, Jönköping, Värnamo och Halmstad samt medverkat i ett flertal samlingsutställningar. Hans konst består huvudsakligen av vilda djur och naturskildringar hämtade från det småländska höglandet. Som illustratör har han bidragit med illustrationer till ett flertal jakttidskrifter.
Asp hade störst framgång med sina verk under 1980- och 1990-talen och vid 80 års ålder utförde han uppemot 35 tavlor årligen. Han var med och grundade Höglandets konstronda.
Finn Asp gifte sig 1952 med Inger Johansson (född 1933) och fick dottern Christina (född 1953) och Tommy (född 1958).